# 志度郵便局
志度郵便局（しどゆうびんきょく）は香川県さぬき市にある郵便局。民営化前の分類では集配普通郵便局であった（現在は集配機能を廃止）。

## 概要
民営化直前の集配業務再編において、多くの集配普通郵便局は統括センターとなったが、当局は配達センターとされたため、民営化後も郵便事業株式会社の支店は併設されず、集配センターが併設された。

## 沿革
- 1872年8月4日（明治5年7月1日） - 志度郵便取扱所として開設[1]。
- 1875年（明治8年）1月1日 - 志度郵便局（五等）となる。
- 1885年（明治18年）7月1日 - 貯金取扱を開始。同年、為替取扱を開始。
- 1891年（明治24年）1月1日 - 志度郵便電信局となる。
- 1903年（明治36年）4月1日 - 通信官署官制の施行に伴い志度郵便局となる。
- 1961年（昭和36年）5月21日 - 鴨部郵便局および小田郵便局から電話交換業務を移管[2]。
- 1969年（昭和44年）6月20日 - 電話交換および和文電報配達業務を、志度電報電話局に移管。
- 1989年（平成元年）2月20日 - 鴨部郵便局から集配業務を移管。
- 1993年（平成5年）4月1日 - 特定郵便局から普通郵便局に局種別改定。
- 1996年（平成8年）7月1日 - 外国通貨の両替および旅行小切手の売買に関する業務取扱を開始。
- 2007年（平成19年）10月1日 - 民営化に伴い、併設された郵便事業長尾支店志度集配センターに一部業務を移管。
- 2012年（平成24年）10月1日 - 日本郵便株式会社の発足に伴い、郵便事業長尾支店志度集配センターを志度郵便局に統合。
- 2015年（平成27年）3月23日 - 集配業務を長尾郵便局に移管、無集配局となる。郵便番号を769-2199から769-2101に変更。

## 取扱内容
- 郵便、印紙、ゆうパック、内容証明
- 貯金、為替、振替、振込、国際送金、国債、投資信託
- 生命保険、バイク自賠責保険、自動車保険
- ゆうちょ銀行ATM

## 周辺
- さぬき警察署
- 志度寺（四国八十八箇所 第八十六番札所）
- 徳島文理大学香川キャンパス
- さぬき市立志度中学校
- さぬき市立志度小学校

## アクセス
- JR高徳線 志度駅、高松琴平電気鉄道志度線 琴電志度駅から東へ約800m（徒歩約9分）
- さぬき市コミュニティバス 大橋停留所下車
- 高松自動車道 志度ICから北西へ約2km
- 駐車場あり：13台